# Корзинов, Пётр Александрович
Пётр Александрович Корзинов (26 мая 1926 — 2 октября 2015) — передовик советского машиностроения, токарь Машиностроительного завода имени М.В.Хруничева Министерства общего машиностроения СССР, город Москва, Герой Социалистического Труда (1983).

## Биография
Родился в 1926 году в селе Овсянниково, ныне Можайского района Московской области, в русской крестьянской семье.
В 1941 году окончил школу. С началом Великой Отечественной войны трудоустроился на Московский завод №22 авиационной промышленности. Почти 45 лет отработал на этом предприятии. Начинал учеником жестянщика, в 1942 году – фрезеровщиком, в дальнейшем стал токарем-универсалом.
В годы войны участвовал в сборке бомбардировщиков, а в мирное время завод конструировал детали для ракетно-космической отрасли. Автор более сорока рационализаторских предложений, наставник молодёжи. Неоднократно признавался лучшим в своей профессии.   
Указом Президиума Верховного Совета СССР от 3 января 1983 года за достижение высоких показателей в производстве Петру Александровичу Корзинову было присвоено звание Героя Социалистического Труда с вручением ордена Ленина и медали «Серп и Молот».
С середины 1980-х годов на пенсии. Проживал в Москве.
Умер 2 октября 2015 года. Похоронен на Троекуровском кладбище.

## Награды
За трудовые успехи был удостоен:
- золотая звезда «Серп и Молот» (03.01.1983)
- два ордена Ленина (03.01.1983, 03.01.1983)
- Орден Октябрьской Революции (26.04.1971)
- Медаль "За трудовую доблесть" (26.07.1966)
- Медаль «За доблестный труд в Великой Отечественной войне 1941—1945 гг.»
- другие медали.